# Marios Ikonomu
Marios Ikonomu (gr. Μάριος Οικονόμου, ur. 6 października 1992 w Janinie) – grecki piłkarz grający na pozycji środkowego obrońcy. Od 2023 jest zawodnikiem klubu Panetolikos GFS.

## Kariera piłkarska
Swoją karierę piłkarską Ikonomu rozpoczął w klubie PAS Janina. W 2011 roku awansował do pierwszej drużyny. 1 października 2012 zadebiutował w niej w pierwszej lidze greckiej w wygranym 1:0 domowym meczu z Lewadiakosem. W PAS Giannina grał do końca sezonu 2012/2013.
Latem 2013 roku Ikonomu odszedł do grającego w Serie A Cagliari Calcio. Swój jedyny mecz w jego barwach rozegrał 6 kwietnia 2014 przeciwko Romie, który Cagliari przegrało 1:3.
W lipcu 2014 roku Ikonomu odszedł z Cagliari Calcio do grającego w Serie B zespołu Bologna FC. Swój debiut w klubie z Bolonii zaliczył 23 września 2014 w wygranym 1:0 wyjazdowym meczu z Ternaną Calcio. W sezonie 2014/2015 wywalczył z Bologną awans z Serie B do Serie A. W kolejnych dwóch sezonach często występował w Serie A, zaliczając odpowiednio 20 i 17 występów. Jednak przed rozpoczęciem sezonu 2017/2018 został wypożyczony do beniaminka Serie A SPAL. Już na początku sezonu doznał jednak kontuzji, która wykluczyła go z występów na ponad 6 tygodni. Ostatecznie w nowym klubie zagrał w zaledwie 4 ligowych spotkaniach i zimą wrócił do zespołu z Bolonii. W tym samym okienku został wypożyczony do klubu Serie B Bari. Tam również nie został podstawowym zawodnikiem i po zaledwie pół roku powrócił do swojego klubu. 
Przed sezonem 2018/2019 zdecydował się na powrót do kraju, gdzie na zasadzie wypożyczenia został zawodnikiem AEK-u Ateny. W 2019 roku AEK wykupił Ikonomu z Bologni. 
W 2020 roku został piłkarzem FC København. W Superligaen zadebiutował 13 września 2020 w przegranym 2:3 spotkaniu z Odense Boldklub. W sezonie 2021/22 wywalczył mistrzostwo Danii. 12 października 2022 rozwiązał kontrakt z FC København za porozumieniem stron. 17 lutego 2023 został zawodnikiem Sampdorii. Po zakończeniu sezonu 2022/2023 odszedł z włoskiego zespołu i przeszedł do Panetolikos GFS.
| Sezon   | Klub                | Kraj   | Rozgrywki          | Mecze | Gole |
| ------- | ------------------- | ------ | ------------------ | ----- | ---- |
| 2011/12 | PAS Janina          | Grecja | Superleague Ellada | 0     | 0    |
| 2012/13 | PAS Janina          | Grecja | Superleague Ellada | 17    | 0    |
| 2013/14 | Cagliari Calcio     | Włochy | Serie A            | 1     | 0    |
| 2014/15 | Bologna FC          | Włochy | Serie B            | 33    | 4    |
| 2015/16 | Bologna FC          | Włochy | Serie A            | 20    | 0    |
| 2016/17 | Bologna FC          | Włochy | Serie A            | 17    | 0    |
| 2017/18 | SPAL 2013 (wyp.)    | Włochy | Serie A            | 4     | 0    |
| 2017/18 | FC Bari 1908 (wyp.) | Włochy | Serie B            | 3     | 0    |
| 2018/19 | AEK Ateny (wyp.)    | Grecja | Superleague Ellada | 9     | 0    |
| 2018/19 | AEK Ateny           | Grecja | Superleague Ellada | 12    | 2    |
| 2019/20 | AEK Ateny           | Grecja | Superleague Ellada | 25    | 1    |
| 2020/21 | FC København        | Dania  | Superligaen        | 8     | 0    |
| 2021/22 | FC København        | Dania  | Superligaen        | 5     | 0    |
| 2022/23 | UC Sampdoria        | Włochy | Serie A            | 6     | 0    |

## Kariera reprezentacyjna
W reprezentacji Grecji Ikonomu zadebiutował 24 marca 2016 roku w wygranym 2:1 towarzyskim meczu z Czarnogórą, rozegranym w Pireusie. W 66. minucie tego meczu zmienił Kostasa Manolasa.